# Femi Oyebode
 (juin 2023).
Femi Oyebode est un psychiatre nigérian, professeur à la retraite et chef du département de psychiatrie à l'Université de Birmingham. Il a étudié les relations entre la littérature et la psychiatrie. Ses recherches ont porté sur la psychopathologie descriptive et le syndrome délirant d'identification erronée (en). Il a reçu le prix 2016 du Royal College of Psychiatrists (en) pour l'ensemble de ses travaux et recherches.

## Enfance et éducation
Oyebode est né à Lagos,. Il s'est d'abord intéressé à la littérature et à la poésie, mais a été encouragé à devenir médecin par son père. Il a fréquenté un internat où il a dû choisir entre se spécialiser en sciences ou en sciences humaines. Il a finalement opté pour la biologie. Il a étudié la médecine à l'université d'Ibadan et a déménagé à Newcastle upon Tyne en 1979. Il y complète sa formation supérieure sous la direction d'Allan Ker (en), Hamish McClelland et Kurt Schapira. Il a obtenu son MRCPsych (membre du Royal College of Psychiatrists (en)) en 1983 et a rapidement été nommé psychiatre consultant au University Hospitals Birmingham NHS Foundation Trust (en).

## Recherche et carrière
En 2005, Oyebode a repris l'écriture des Sim's Symptoms in the Mind de l'auteur original Andrew Sims (en). Sim's Symptoms in the Mind est un manuel qui est devenu une introduction de premier plan à la psychopathologie clinique et qui a été traduit en estonien, coréen, portugais et italien. Il en est actuellement à sa sixième édition. Sa thèse de médecine, qu'il a terminée en 1989, a été supervisée par Ken Davison. Il a été nommé directeur médical du South Birmingham Mental Health Trust en 1997. Il a complété un autre doctorat en philosophie de l'esprit à l'université de Swansea en 1998.
Oyebode était psychiatre consultant au Centre national de santé mentale de Birmingham jusqu'à sa retraite en 2021. Il a été nommé directeur du South Birmingham Mental Health Trust en 1997. En 2002, il a été nommé Chief Examining Officer au Royal College of Psychiatrists. Ses recherches portent sur la neuropsychiatrie du syndrome délirant d'identification erronée (en). Il a été chef du département de psychiatrie à l'université de Birmingham de 2003 à 2009. En 2016, il a reçu le Royal College of Psychiatrists (en) Lifetime Achievement Award.

### Poésie
Parallèlement à sa carrière de chercheur, Oyebode s'intéresse à l'intersection de la psychiatrie de la littérature. Il a écrit sur la nécessité des sciences humaines dans la formation médicale postdoctorale. Il a publié plus de sept volumes de poésie,. Il a reçu une Legend Recognition aux Creativity and Arts Awards en 2017.

### Publications (sélection)
Parmi ses publications figurent :
- Femi Oyebode, Sims' Symptoms in the Mind: Textbook of Descriptive Psychopathology, 6th Edition, 2018 (ISBN 978-0702074011)
- Femi Oyebode, Mindreadings: Literature and Psychiatry, RCPsych Publications, 2009 (ISBN 978-1904671602)
- Femi Oyebode, Madness at the Theatre, RCPsych Publications, 2012 (ISBN 978-1908020420)
- Oyebode, « Poverty, social inequality and mental health », Advances in Psychiatric Treatment, vol. 10, no 3,‎ 2004, p. 216–224 (DOI 10.1192/apt.10.3.216)

Il a été rédacteur en chef adjoint du British Journal of Psychiatry.